# Burgel (gracht in Kampen)

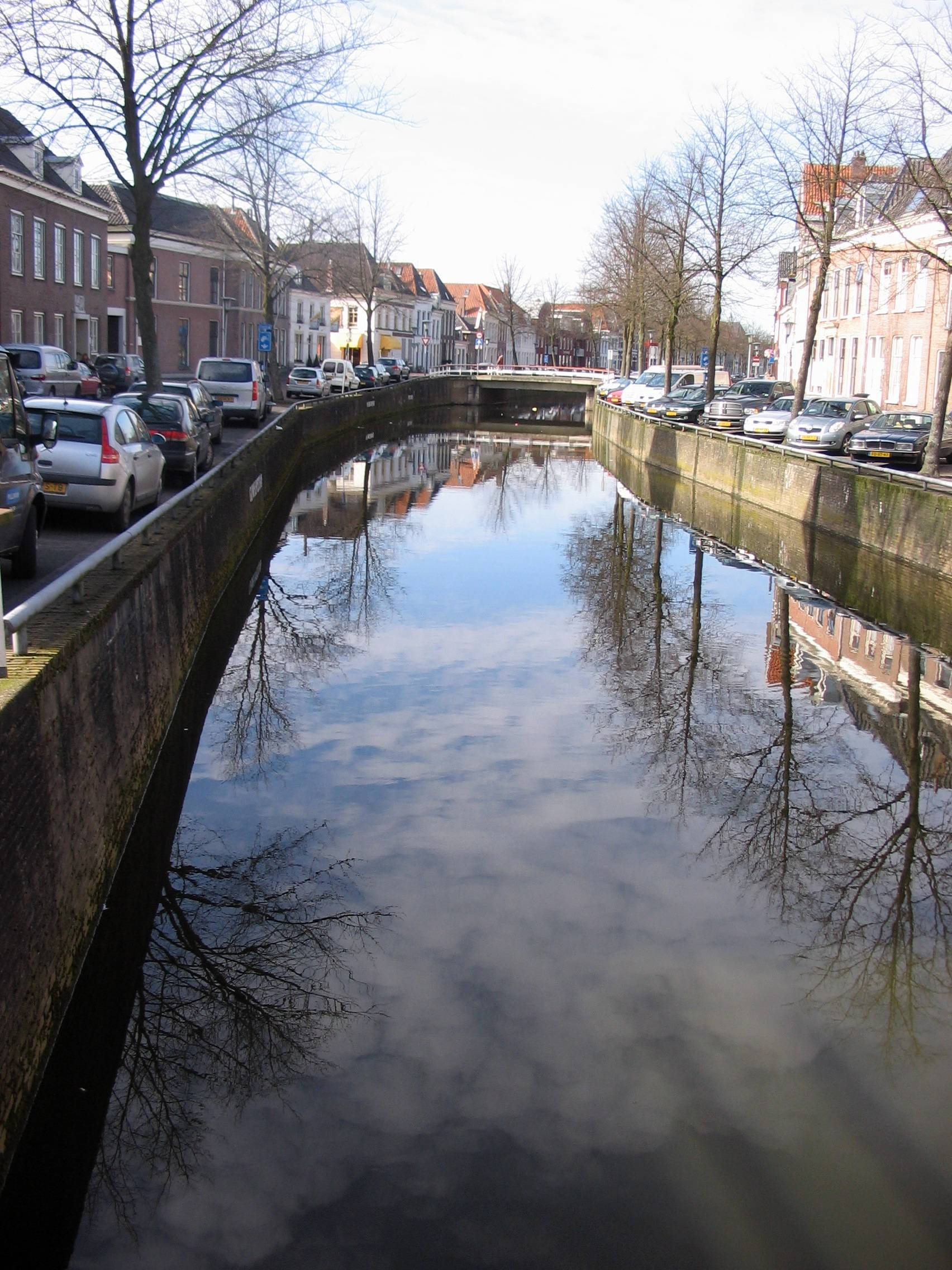
Burgel

De Burgel is een stadsgracht in Kampen en loopt vanaf het Oorgat tot de Buitenhaven. Beide zijden van de gracht monden uit in rivier de IJssel. De kades heten Burgwal (oost) en Vloeddijk (west).

## Geschiedenis
Tot de vijftiende eeuw vormde de Burgel de stadsgrens van Kampen. In die tijd stonden ook de stadspoorten aan deze gracht. De Broederpoort en Cellebroederspoort werden later enige honderden meters verplaatst naar hun huidige locatie, omwille van stadsuitbreiding.

## Architectuur, monumenten en bezienswaardigheden
Langs de Burgel zijn vele architectonische gebouwen en bezienswaardigheden te bewonderen, waaronder de Broederkerk en de Stadsgehoorzaal Kampen.